# محمد بن علي الرباطي

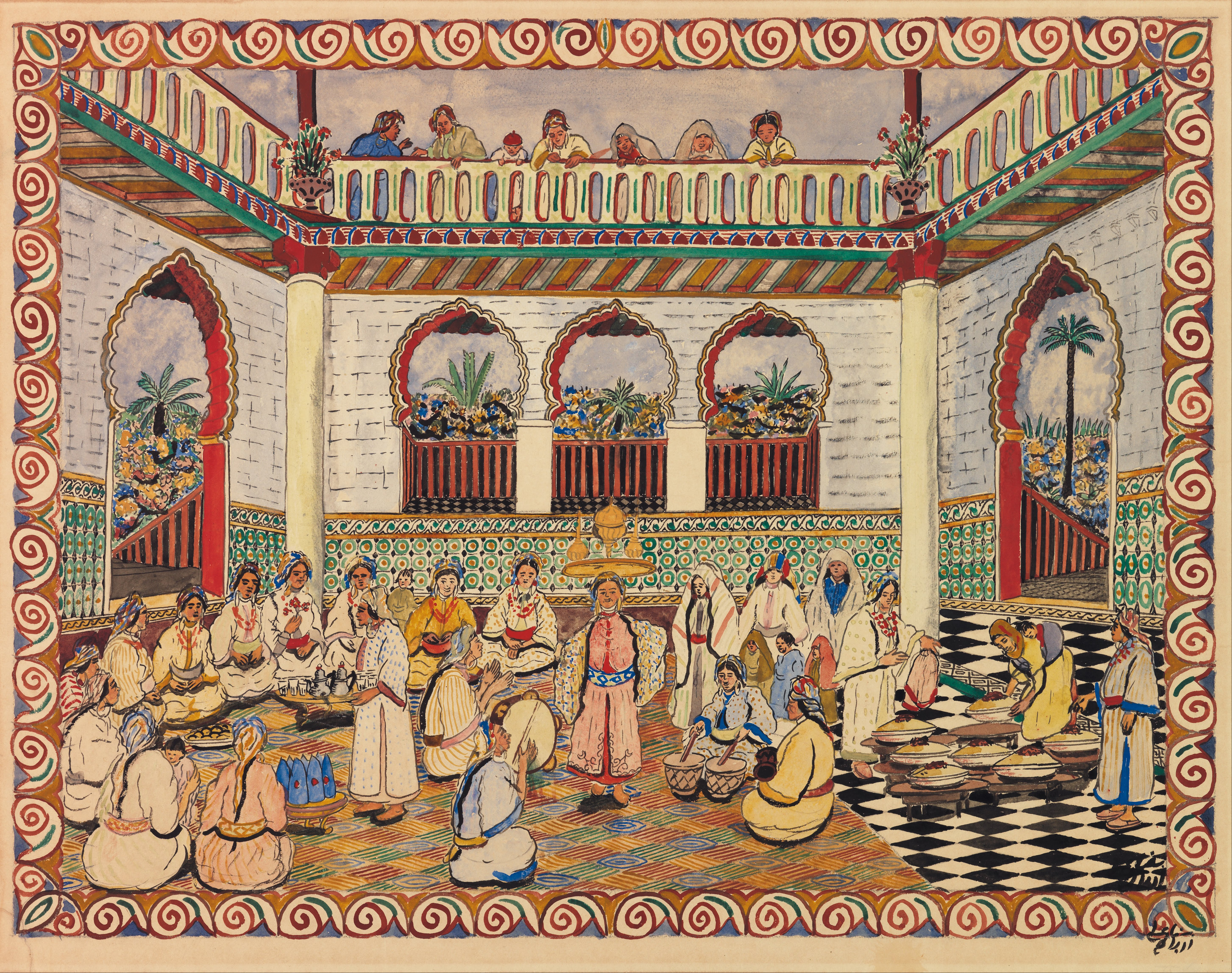
مشهد احتفالي لمحمد بن علي الرباطي

محمد بن علي الرباطي هو فنان تشكيلي مغربي. ولد في سنة 1861؛ توفي في 1939 في الرباط، المغرب. كان من أوائل المغاربة الذين تناولوا الرسم التصويري على الطريقة الأوروبية. ولد في مدينة الرباط، كما يفيده اسمه ، إلا أنه استقر في طنجة، حيث كانت مواد الألوان المائية متاحة وحيث تلقى دعما من الفنانين الأوروبيين المقيمين هناك مع أنه لم يدرس الفن نظاميا.
عمل طباخا عند رسام إرلندي اسمه السيد جون لاڤري الذي استقر في المغرب عام 1890، ولاحظ لاڤري أن لمحمد بن علي الرباطي موهبة في الرسم بالألوان المائية. ikhm
ينتمي أسلو به إلى الاتجاه الفطري والذي اعتبره بعض النقاد فنا ساذجا، يقوم على تصورات لا تحمل دلالة ثقافية أو فكرية ولا تعكس المستوى الحضاري للمغرب، بل تم اعتبار هذا التيار من مخلفات الاستعمار الغربي الذي برأي البعض شجع هذا الاتجاه من أجل فرض التبعية والاستيلاب، وقد عبر عن ذلك الفنان محمد شبعة حيث قال : « إن ظاهرة الرسم الساذج في المغرب تطابق تخطيطا ثقافيا استعماريا يرمي إلى التأكيد بأنه ليس بإمكان بلد متخلف سوى أن ينتج فنا متخلفا، وأنه لن يتأتى للفنان في هذا البلد، أن يشارك أو يسهم في الحركات التشكيلية العالمية، أو أن يتوفر على زاد ثقافي، وتكون له انهماكات «إستيتيقية» معاصرة»
فضل الرباطي الرسم بالألوان المائية على الزيت على القماش، وكثيرا ما تناول في رسمه طنجة وقصبتها وسكانها. صور شخصيات مبسطة وعادة صور مشاهد كبيرة وشاملة حافلة بالألوان والناس. أمضى كل أعماله باسمه مكتوب بالخط العربي.

## معارض
كان أول معرض للرباطي في معرض گوبلي في لندن عام 1916، والثاني في مارسيليا والثالث في فندق المأمونية في مراكش عام 1922.
تعرض عدة أعماله الآن في متحف عبد الرحمن السلاوي في الدار البيضاء.